# Wiesbadener Hütte
Die Wiesbadener Hütte ist eine Alpenvereinshütte der Kategorie I der Sektion Wiesbaden des Deutschen Alpenvereins (DAV). Sie liegt in der Silvretta in Vorarlberg (Österreich) auf 2443 m ü. A. im Ochsental am Fuß des Piz Buin.

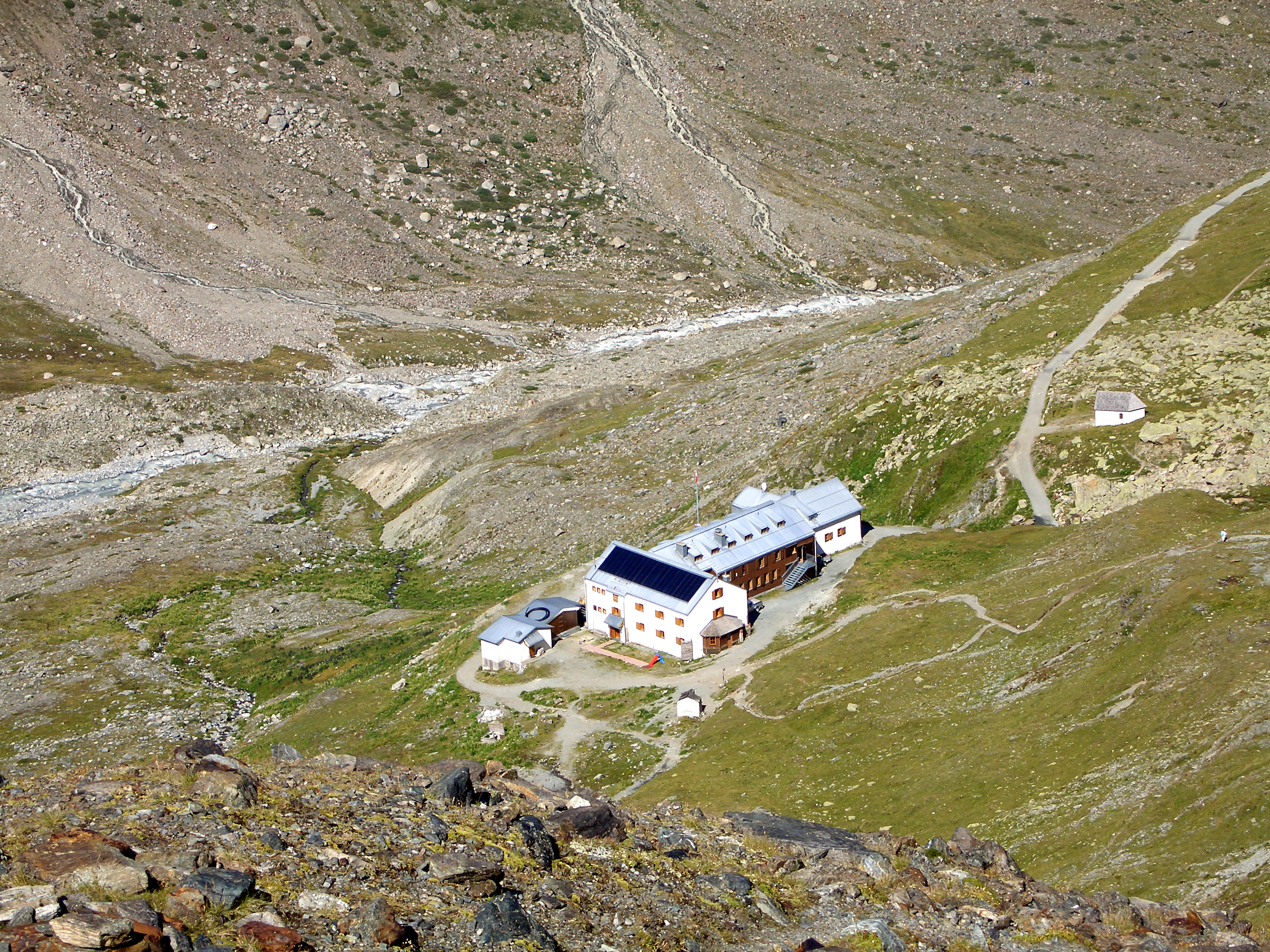
Wiesbadener Hütte vom Weg zur Tiroler Scharte
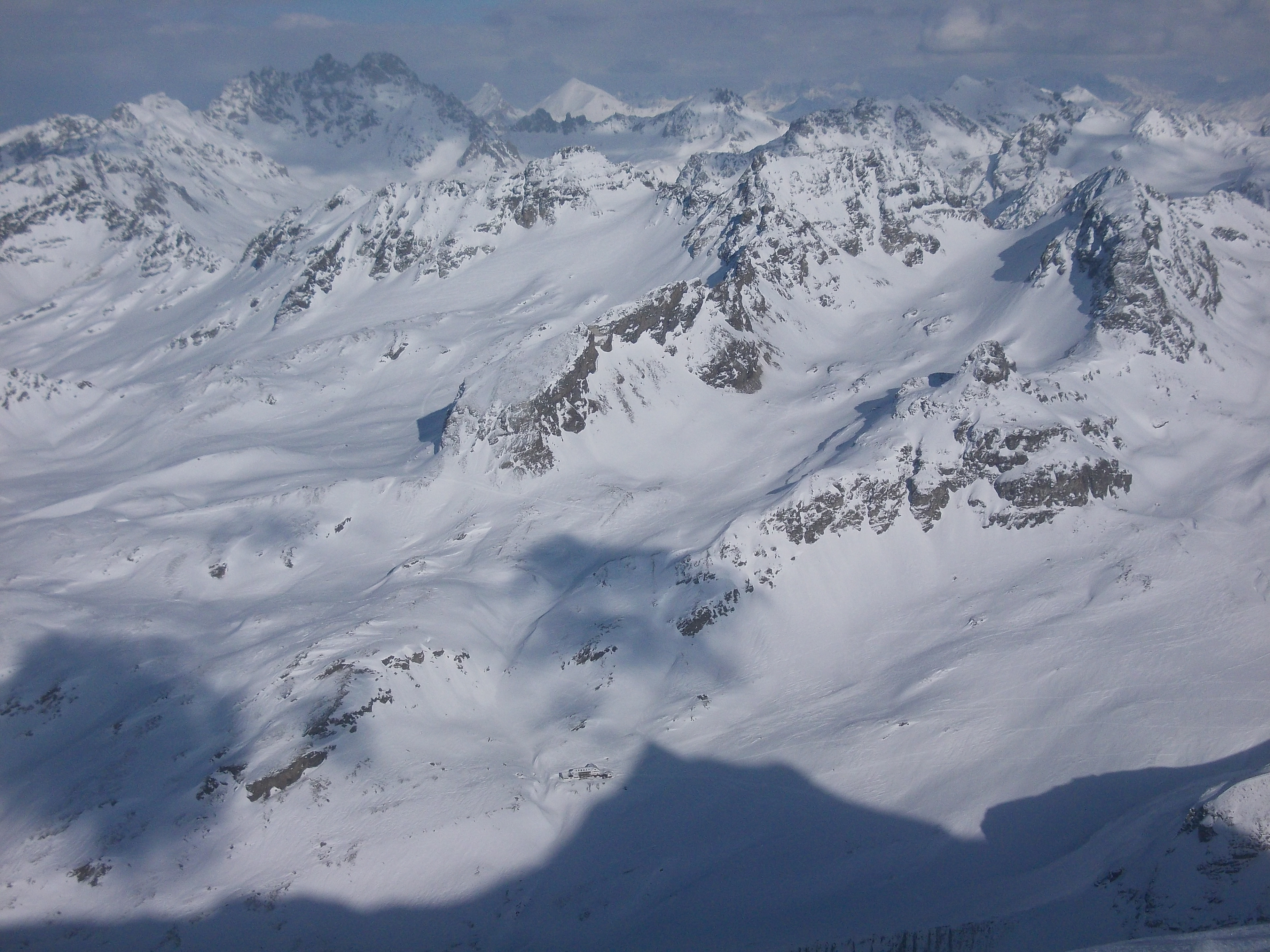
Der Schatten des Silvrettahorns zog soeben über das Alpenvereinshaus hinweg
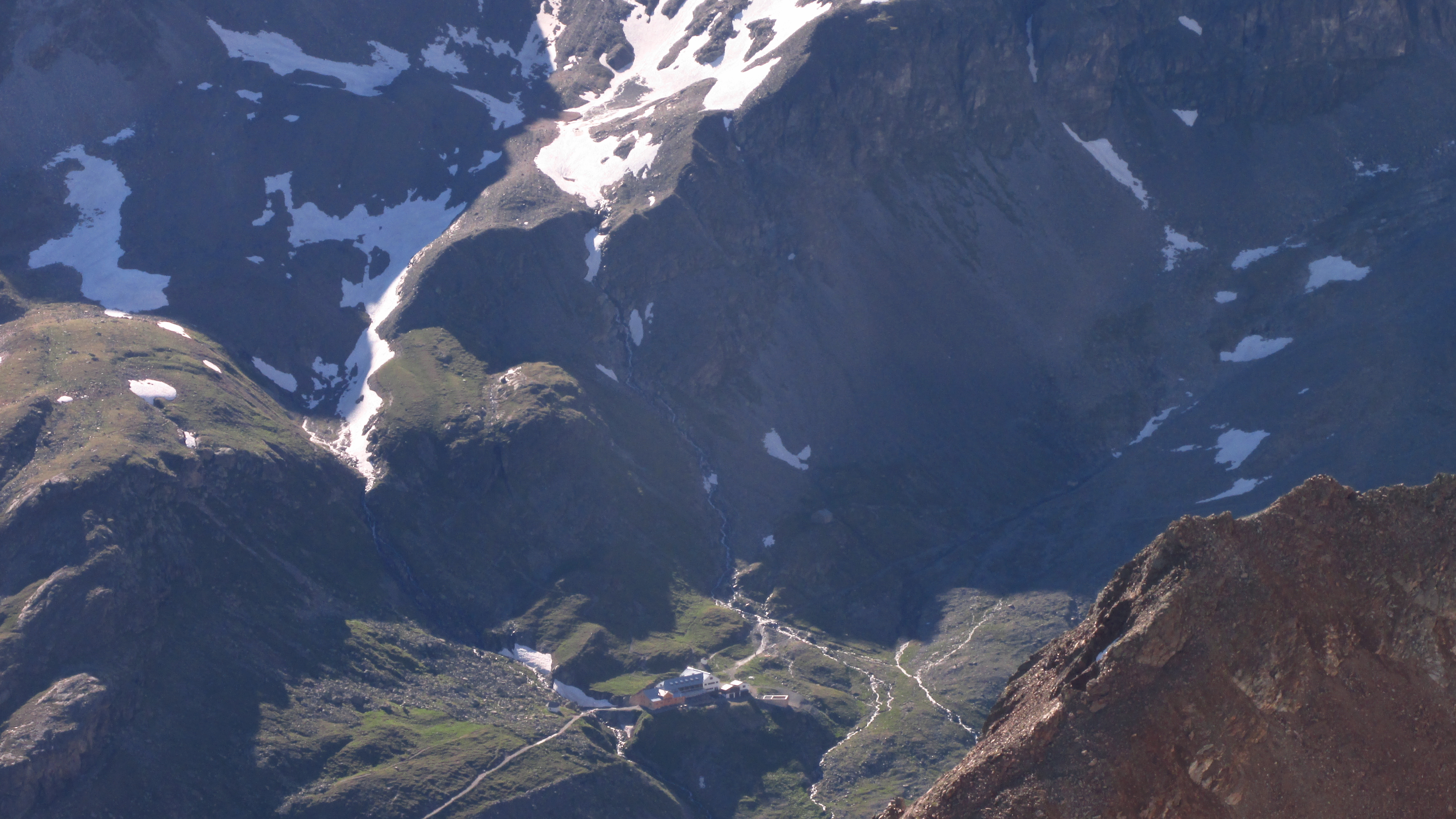
Blick vom Klostertaler Egghorn (3120 m) auf das Alpenvereinshaus.

## Zustiege
Alle Zustiege auf die Hütte starten auf der Bielerhöhe (2037 m), die im Sommer mit dem PKW und Linienbussen aus dem Montafon und dem Paznauntal über die Silvretta-Hochalpenstraße (L 188) erreichbar ist. Im Winter, wenn die Straße für den öffentlichen Verkehr gesperrt ist, gelangt man dorthin von Partenen im Montafon aus mit Hilfe der Vermuntbahn und anschließendem Transfer in Kleinbussen.
- Auf einem Karrenweg auf der orografisch linken Seite des Silvretta-Stausees und durch das Ochsental. Gehzeit 2–2½ Stunden.
- Auf einem Steig (weiß-blaue Markierung) oberhalb des Stausees. Trittsicherheit erforderlich, Gehzeit 2½ Stunden.
- Durch das Bielertal und über den Radsattel. Gehzeit 3 Stunden.

Seit der Inbetriebnahme des Obervermuntwerkes II ist der Winterzugang über den vorher vollständig zugefrorenen Silvrettasee erschwert. Infolge der intensiven Wasserentnahme und -zufuhr durch das Werk bleibt der See im nördlichen Teil nun eisfrei und kann dort über die beiden westlichen Staumauern und einen im Zuge der Errichtung des Werkes gebohrten Tunnel umgangen werden. Ein längerer, aber weniger lawinengefährdeter Zugang führt durch das Bieltal und über den Radsattel (2652 m).

## Tourenmöglichkeiten
- Piz Buin (3312 m). Gehzeit 3–4 Stunden.
- Silvrettahorn (3244 m). Gehzeit 3–3½ Stunden.
- Dreiländerspitze (3197 m). Gehzeit 2½–3 Stunden.
- Hohes Rad (2934 m). Gehzeit 2½ Stunden
- Vermuntkopf (2851 m). Gehzeit 1½ Stunden

## Nachbarhütten
- Zum Madlenerhaus (1986 m) über die Bielerhöhe. Gehzeit 2½ Stunden.
- Über den Vermuntpass zur Tuoihütte. Gehzeit 2½–3 Stunden.
- Über die Obere Ochsenscharte (2970 m) zur Jamtalhütte. Gehzeit 3½–4 Stunden.
- Zur Saarbrücker Hütte über Fuorcla dal Confin, Rotfurka, Winterlücke und Litznersattel. Gehzeit 6–7 Stunden.
- Zur Klostertaler Umwelthütte. Gehzeit 2 Stunden